# Technique
Technique — п'ятий студійний альбом британського рок-гурту New Order, виданий в 1989 році.

## Список композицій
Автор музики і слів New Order, окрім зазначених інакше. 
| #  | Назва             | Автор                  | Тривалість |
| -- | ----------------- | ---------------------- | ---------- |
| 1. | «Fine Time»       |                        | 4:42       |
| 2. | «All the Way»     |                        | 3:22       |
| 3. | «Love Less»       |                        | 2:58       |
| 4. | «Round & Round»   |                        | 4:29       |
| 5. | «Guilty Partner»  |                        | 4:44       |
| 6. | «Run»             | New Order, Джон Денвер | 4:29       |
| 7. | «Mr. Disco»       |                        | 4:20       |
| 8. | «Vanishing Point» |                        | 5:15       |
| 9. | «Dream Attack»    |                        | 5:13       |

## Учасники запису
New Order
- Гедді Лі — вокал, бас-гітара, синтезатори
- Алекс Лайфсон — гітара, синтезатори
- Ніл Пірт — ударні

Технічний персонал
- Rush і Пітер Гендерсон — продюсери
- Пітер Гендерсон — звукорежисер
- Френк Ополко і Роберт Ді Джойя — асистенти звукорежисера
- Боб Людвіг і Браян Лі — мастеринг

## Позиції в чартах

### Позиції в чартах
| Чарт (1989)     | Позиція |
| --------------- | ------- |
| Австралія       | 25      |
| Велика Британія | 1       |
| Канада          | 4       |
| Нідерланди      | 57      |
| Німеччина       | 25      |
| США             | 10      |
| Фінляндія       | 29      |
| Швеція          | 23      |